# Parafia św. Szczepana w Perth Amboy
Parafia św. Szczepana w Perth Amboy (ang. St. Stephen's Parish) – parafia rzymskokatolicka położona w Perth Amboy w stanie New Jersey w Stanach Zjednoczonych.
Jest ona wieloetniczną parafią w diecezji Metuchen, z mszą św. w j. polskim dla polskich imigrantów.
Ustanowiona w 1892 roku i dedykowana św. Szczepanowi.
Po konsultacji z dekanatem Perth Amboy i radą diecezjalną, ks. Paweł G. Bootkoski, biskup diecezji Metuchen, postanowił połączyć parafie: Matki Bożej Różańcowej Fatimskiej, św. Szczepana i św. Marii, w celu utworzenia nowej parafii w trzech miejscach kultu. Zmiany wejdą w życie 1 lipca 2012.

## Nabożeństwa w j.polskim
- Niedziela – 7:00; 11:00
- Sobota – 8:00